# 사이드볼스터
사이드볼스터(side bolster)는 자동차 시트의 등받이 양 옆에 볼록하게 튀어나온 부분이다. 탑승자가 시트에 착석하였을 때 안정성을 줄 수 있도록 옆에서 탑승자의 몸을 잡아주는 역할을 한다. 사이드볼스터는 좌석에서 운전자의 옆구리를 단단하게 받쳐줘 코너링 시 상체가 옆으로 쏠리는 것을 막아 준다. 일반적인 사이드볼스터는 폴딩 타입, 슬라이딩 타입, 에어셀 타입 등으로 구분되어 작동자가 원하는 정도에 따라 직접 조절하도록 되어 있다. 그러나 전동으로 조절할 수 있는 시트와 달리 사이드볼스터는 수동 조정만 가능하다. 또, 사이드볼스터가 없는 차종의 경우 등판의 쿠션감과 안정감까지 함께 강화할 수 있도록 시트 자체를 튜닝하는 경우도 많다.